# 남만한인청년총동맹
남만한인청년총동맹(南滿韓人靑年總同盟)은 국민부 산하의 청년 조직이다. 줄여서 남만청총(南滿靑總) 또는 남한청총(南韓靑總)이라고도 한다. 1930년 3월 다른 단체들과 통합하여  동성조선인농민총동맹(東省朝鮮人農民總同盟)이 된다.

## 개요

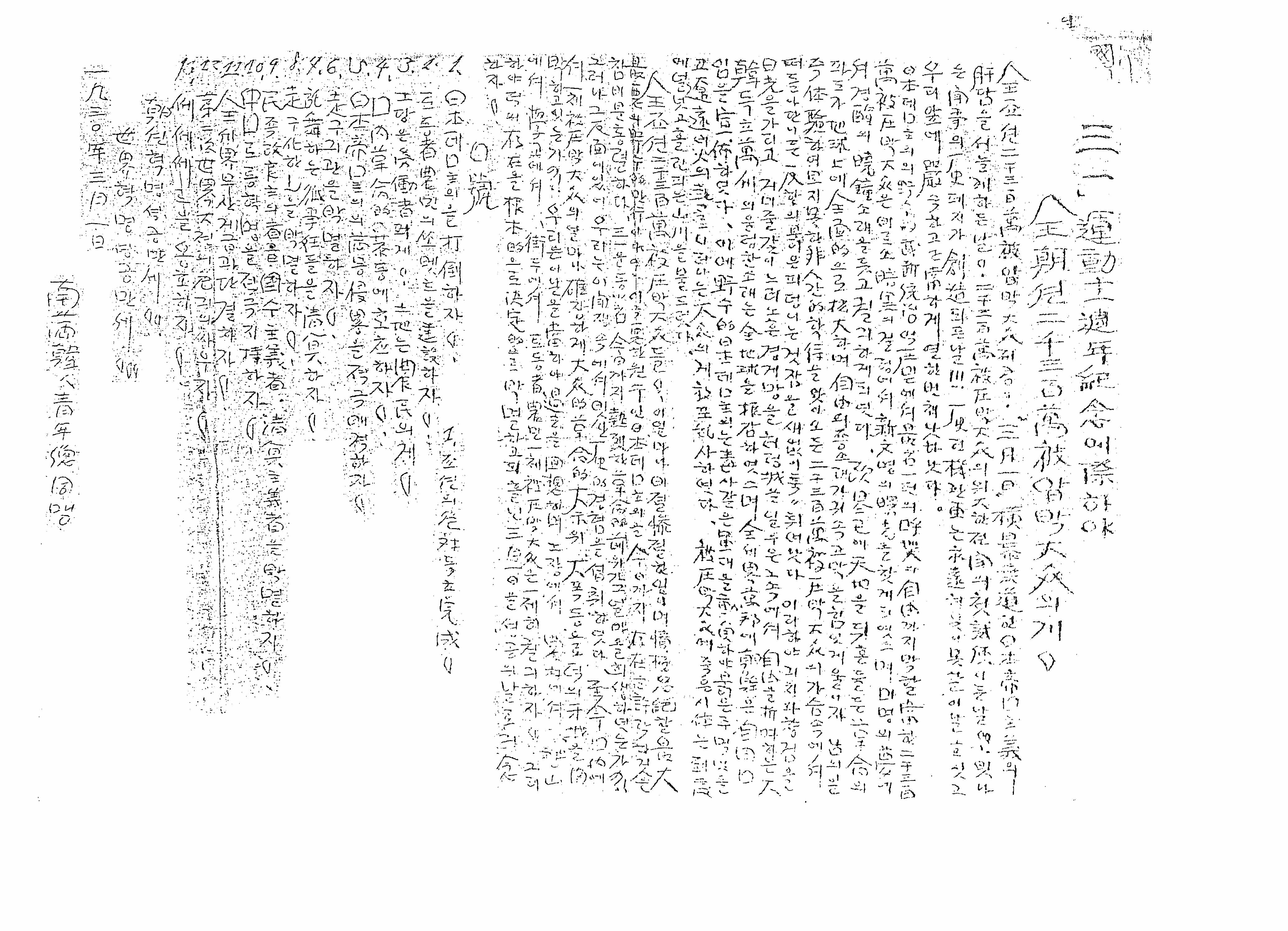
국민부 산하 단체 남만한인청년총동맹이 1930년 3월 1일 3.1운동 11 주년을 맞이하여 낸 성명.

남만한인청년총동맹(南滿韓人靑年總同盟)은 국민부의 전신 정의부가 반석현에 근거지를 둔 공산주의 엠엘(ML)파 청년 조직 재중국한인청년동맹 및 재만농민동맹에 대항하려고 정의부 계통의 청년단체인 남만청년연맹을 총동맹으로 개편하며 6개 청년단체까지 합류시켜 조직을 확대 통합하여, 1929년 2월 조직하였다. 북한 김일성도 여기에 가입해 있었다.
총동맹의 간부 최봉(崔峰) ·고원(高元) 등 일파가 재중국한인청년동맹 간부 엠엘(ML)파와 비밀리에 연대하여 정의부의 파괴를 꾀하였으므로, 국민부로 바뀐 후에도 이들 좌경화한 간부들을 감시하다가  1929년 10월 중순, 본 총동맹의 좌경화한 간부 최봉(崔峰)·이태희(李泰熙)·지운산(池雲山)·이광선(李光先)·한의철(韓義哲)·이몽렬(李夢烈)의 6명을 체포하고, 국민부 간부 김문거(金文擧)·김보안(金輔安)은 부하 군인을 지휘하여 동월 16일 신빈현 북왕청(北旺淸) 부근 산골짜기에서 이들 전부를 총살하였다. 이를 왕청문 사건(旺淸門 事件) 또는 남만참변(南滿慘變)이라고 한다.

이 사건 당시 총동맹회원이었던 이종락(李鍾洛) 등은 좌경화하여 국민부 지도부를 비판했음에도 그 안에 남아 활동하였고, 1929년 11월 2일 열린 남만한인청년총동맹(南滿韓人靑年總同盟) 수습대회(收拾大會)에서 중앙간부로 선출된다. 북한에서 간행된 김일성 전기 중에는 그도 이 수습대회에 참여했다고 한 것이 있다.
1929년 11월 18일 발표된 남만한인청년총동맹 중앙집행위원회(中央執行委員會) 결의안(決議案)에는 행방불명인 중앙집행위원 김성파(金星波)를 해임하고, 최창걸(崔昌傑, ? ~ 1931.11)로 보선(補選)하며, 상무집행위원(常務執行委員)으로 고이허(高而虛, 1902~1937), 차광수(車光洙, 1905 ~ 1932), 계영춘(桂永春), 현균(玄均), 박성일(朴成一), 김수산(金壽山), 김근혁(金根赫, 김혁)이 선출되었다고 하였다. 이들 중 최창걸(崔昌傑), 차광수(車光洙), 김근혁(金根赫, 김혁) 등은 북한 김일성보다 7~8년 이상 연장자이고 선배였지만, 김일성 회고록에는 이들이 자신에게 충직했던 인물인 것처럼 조작해 놓았다. 이처럼 당시 김일성은 이들과 함께 공산주의자들 입장에서는 반동단체인 국민부 산하에서 활동하고 있었던 것이다.
1930년 3월 14일 조선혁명당(朝鮮革命黨)은 산하의 남만한인청년총동맹(南滿韓人靑年總同盟), 남만농민동맹(南滿農民同盟), 남만여자교육회(南滿女子敎育會) 등 3개 단체를 통합하여 동성조선인농민총동맹(東省朝鮮人農民總同盟)을 조직한다. 이후 조선혁명당과 국민부는 총동맹 내에 있던 좌경화한 간부 최창걸, 김근혁, 차광수, 현균, 이종락을 모두 배제하였다. 심지어 이종락이 이끄는 무장대까지 해산시키려 하였다. 이 동맹의 무송(撫松)·안도(安圖) 지방을 담당할 지부동맹조직위원(支部同盟組織委員)으로 북한 김일성(金成柱)이 선출되었다.

김성주(김일성)는 왕청문 사건 당시에는 상관 이종락 등과 같이 오히려 국민부 편에 서 있었음에도 불구하고, 김일성 회고록에서는 이 사건을 두고 국민부를 비판하고 있다.
김일성 회고록에는 그가 1929년 가을부터 1930년 5월까지 길림에서 감옥살이를 했다고 주장하지만, 감옥에 있었다는 3월 14일에 동성조선인농민총동맹의 간부로 선출되고 있으므로, 회고록의 주장은 거짓이다. 이 시기에 공산주의자들과 대립하던 민족 진영의 국민부와 밀접한 관련을 맺고 있었다는 사실을 감추기 위한 술수로 보인다.
이후 김일성은 1930년 8월 19일 상관 이종락을 따라 국민부를 탈퇴하고, 국민부에 대항하는 조선혁명군 길강지휘부(朝鮮革命軍 吉江指揮部)에 가담한다.

## 관련 기록 이미지

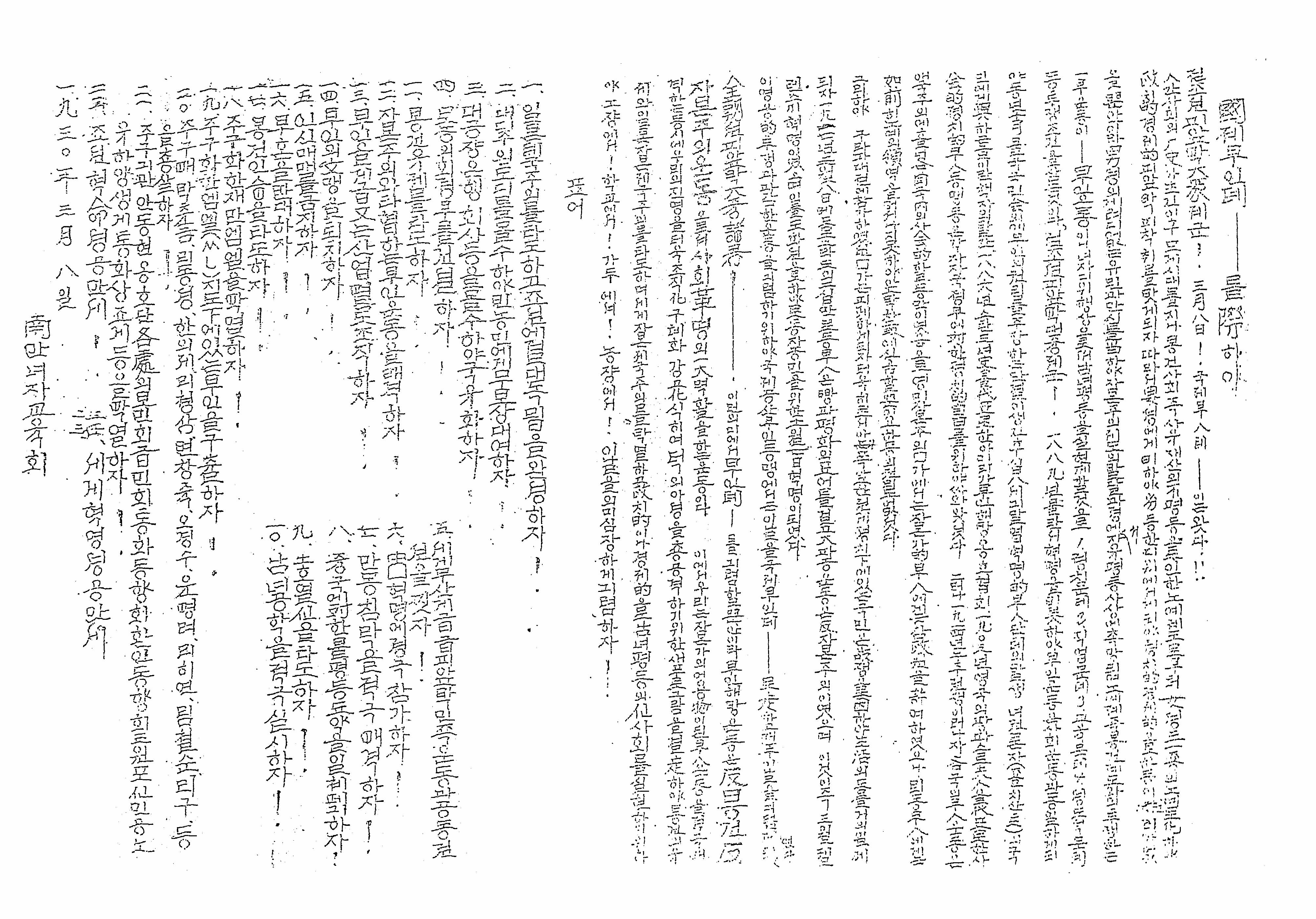
1929년 11월 2일 열린 남만한인청년총동맹 수습대회 결의록 (南滿韓人靑年總同盟 收拾大會 決議錄) : 길림총영사(吉林總領事)가 외무대신에 올린 1930년 1월 24일자 보고서
- 1929년 11월 18일 발표된 남만한인청년총동맹 중앙집행위원회(中央執行委員會) 결의안(決議案) : 1930-01-21 일자로 길림(吉林) 주재 일본 총영사(總領事)가 외무대신에게 올린 보고서
- 1929년 12월 20일 열린 1929년 10월 남만 흥경현(南滿 興京縣)에서 국민부(國民府)가 살해한 최봉(崔鳳) 외 6명 추도회. 1930년 1월 7일자 길림 총영사 보고서.
- 남만한인청년총동맹(南滿韓人靑年總同盟)의 세포조직인 길림선인청년동맹(吉林鮮人靑年同盟)이 1929년 12월 25일자로 해당 동맹을 탈퇴하고 재중국한인청년동맹에 가담한다는 선언서. 1930년 1월 7일자 길림(吉林) 주재 일본 총영사(總領事) 보고서.
- p.4 에 1930년 3월 14일 동성조선인농민총동맹(東省朝鮮人農民總同盟)의 무송(撫松)·안도(安圖) 지방을 담당할 지부동맹조직위원으로 김성주(金成柱)가 선임되었다고 나온다 : 길림(吉林) 주재 일본 총영사(總領事)가 1930-06-25 일자로 외무대신에게 올린 보고서.
- 국민부 산하 단체 남만여자교육회(南滿女子敎育會)가 1930년 3월 8일 국제 부인 데이를 맞이하여 낸 성명. 1930년 3월 14일 조선혁명당(朝鮮革命黨)은 산하의 남만한인청년총동맹(南滿韓人靑年總同盟), 남만농민동맹(南滿農民同盟), 남만여자교육회 등 3개 단체를 통합시켜 동성조선인농민총동맹(東省朝鮮人農民總同盟)을 조직한다.

## 참고 자료
- 독립운동사 제5권 : 독립군전투사(상) - 2. 남만의 독립전선 pp.618~622 : 공훈전자사료관.
- 독립운동사자료집 10 : 독립군전투사자료집 - (일본 외무성 보존 문서) 소화 6년 1월 19일 소화 5년 길림 지방 조선인 사정에 대한 건 pp.467~487 : 공훈전자사료관.
- 허동찬(許東粲, 1932~ ), 『김일성 평전(金日成 評傳) - 허구와 실상』 보관됨 2020-10-21 - 웨이백 머신, (북한연구소, 1987) pp.221~244 : VII. 민족주의 단체의 회원(民族主義團體의 會員)  3. 남만참변 / 4. 남한청총 수습대회
- 남만한인청년총동맹(南滿韓人靑年總同盟) - 한국민족문화대백과사전

## 같이 보기
- 이종락
- 김일성
- 조선혁명군 길강지휘부
- 조선공산청년회